# Hexe bei der Toilette für die Walpurgisnacht
Hexe bei der Toilette für die Walpurgisnacht (früher auch unter dem Titel Hexe, Toilette machend zur Walpurgisnacht ausgestellt) ist eine Marmorskulptur der österreichischen Künstlerin ungarisch-jüdischer Abstammung Teresa Feodorowna Ries. Die Skulptur entstand 1895 und wurde 1896 im Wiener Künstlerhaus ausgestellt. Die Figur zeigt eine nackte Frauengestalt, die mit angewinkelten Beinen auf einem Felsen sitzt, sich mit einer großen Schere die krallenartigen, spitzen Zehennägel schneidet und dabei schelmisch grinst. Die durch Vandalismus beschädigte Skulptur befindet sich im Besitz des Wien Museums, wo sie seit dem 6. Dezember 2023 in der Dauerausstellung im Kapitel „Schönheit am Abgrund. Wien um 1900“ zu sehen ist.

## Historischer Kontext

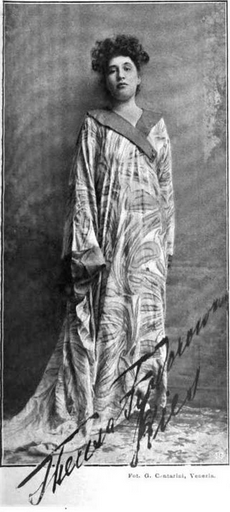
Die Künstlerin, Teresa Feodorowna Ries, 1906

Das Wien der Wende vom 19. zum 20. Jahrhundert war geprägt vom liberalen Geist eines erstarkten Großbürgertums. Das Ende des 19. Jahrhunderts, das sogenannte Fin de Siècle, war eine Zeit des gesellschaftlichen und politischen Umbruchs, in der eine krisenhaft-apokalyptische Aufbruchstimmung herrschte.
Auch Frauen kämpfen für mehr Rechte, wie dem Recht an der Teilhabe an Wahlen, dem Zugang zu Universitäten und um einen sichtbaren Platz in der Öffentlichkeit. Letzteres gilt insbesondere für die Kunst der Frauen im Wien der Jahrhundertwende, einer Epoche, die nur kurz andauerte, aber die Stadt entscheidend prägte. Wagten Künstlerinnen in die „männlichste aller Künste“, die Bildhauerei, vorzudringen, wurde ihnen ein Verlust von Weiblichkeit nachgesagt und ihre Kunst allein auf Grund ihres Geschlechts diffamiert. Die Künstlerinnen, von denen die meisten seit der Zeit des Zweiten Weltkriegs in Vergessenheit gerieten, werden in der kunsthistorischen Forschung seit den 1970er Jahren allmählich wiederentdeckt und ihre Beiträge zur Kunstszene Wiens aufgearbeitet.
Rolle und Selbstdarstellung Teresa Feodorowna Ries’ im Wien der Jahrhundertwende
Die junge Künstlerin Teresa Feodorowna Ries betrat Ende des 19. Jahrhunderts die Bildhauerszene in Wien. Sie siedelte 1894 von Moskau nach Wien über, wo sie versuchte Zugang zur Akademie der Bildenden Künste zu erlangen, obwohl Frauen zu dieser erst 1921 Zutritt haben würden. Nachdem ihr diese Möglichkeit verwehrt bleibt, schaffte sie es Edmund Hellmer von sich zu überzeugen und als Privatschülerin bei ihm angenommen zu werden. Hellmer attestierte Ries großes Talent und begleitete sie in den folgenden Jahren bei ihrem künstlerischen Werdegang.
Ries sicherte sich in den nächsten Jahren eine zentrale Position in der von Männern dominierten Sphäre der Bildhauerei und gehörte 1901 zu den Gründerinnen der ersten künstlerischen Frauenvereinigung der Stadt, den Acht Künstlerinnen. Trotz ihres großen Erfolgs als Frau in der Bildhauerei galt sie als Ausnahmetalent und inszenierte sich auch selbst immer wieder als künstlerisches Genie.

## Beschreibung
Die aus Carraramarmor gefertigte Skulptur der Hexe, Toilette machend zur Walpurgisnacht zeigt eine unbekleidete Frau, die mit gespreizten Beinen auf einem Felsen sitzt. In der linken Hand hält sie ihren eigenen Fuß, in der rechten eine Schere, mit der sie zum Schnitt ihrer krallenartigen, spitzen Fußnägel ansetzt. Quer zwischen ihren Beinen liegt ein Besen am Boden. Mit gekrümmten Rücken sitzt die Frau da, während ihr das lange, wellige Haar wie ein Vorhang über die Schultern fällt und Teile ihres schlanken Körpers, auch ihre Scham, bedeckt. Das Haar der Hexe ist gekräuselt und erscheint auf der Höhe ihres Kopfes von einem Wind ergriffen. Dadurch werden ihre spitzen Ohren und der freche Gesichtsausdruck sichtbar, der von dem fliegenden Haar eingerahmt wird.
Die Kombination der Attribute kennzeichnen die Frau als Hexe: Nach modernem Verständnis ist es insbesondere der Besen unter ihren Beinen, der sie als solche auszeichnet; aus kunsthistorischer Perspektive spielt auch das lange und offene, unnatürlich fliegende Haar eine entscheidende Rolle. Die krallenartigen Finger- und Fußnägel sowie die spitzen Ohren deuten darauf hin, dass der Betrachter mit einem unmenschlichen, vielleicht sogar dämonischen Wesen konfrontiert ist.

## Beschädigungen und Restaurierung
In den Wirren und Nachwehen des Zweiten Weltkriegs und der Nachkriegszeit wurde die Skulptur der jüdischen Künstlerin Ries teilweise beschädigt. Nachdem Teresa F. Ries 1942 aus Wien fliehen und ihr künstlerisches Werk zurücklassen musste, wurde die Hexe am 15. Mai 1946 im Potz’schen Garten in Wien zusammen mit anderen Skulpturen geborgen. Zu dem Zeitpunkt fehlten der Hexe einige ihrer Locken und Zehen. Da die Hexe aufgrund ihres vermeintlich „völkisch-deutschen“ Themas und ihrer Ausführung den ästhetischen und thematischen Vorstellungen der Nationalsozialisten entsprach, wurde sie vermutlich nur unbeabsichtigt während des Krieges beschädigt.
Forschung des Wien Museums deuten darauf hin, dass ein Großteil der Beschädigungen, darunter auch die abgebrochene Hand, die nicht aufgefunden werden konnte, kurz nach dem Ende des Zweiten Weltkriegs durch unsachgemäße Behandlung und den Transport der Skulptur entstanden sein dürften. Die Besprühungen der Figur mit roter Farbe seien hingegen auf Vandalismus in den 1970–1990er Jahren zurückzuführen.
Nichtsdestotrotz kann ein Muster in der Art der Zerstörung der Skulptur festgestellt werden: So wurden die Körperteile, die mit weiblicher Sexualität in Verbindung gebracht werden, zerschlagen oder mit roter Farbe besprüht. Das linke Auge und die Nasenspitze fehlen. Der rechte Fuß war abgebrochen, konnte aber lokalisiert und rekonstruiert werden. Fehlend ist auch das zentrale Merkmal der Figur: Die linke Hand, in der sich die große Schere befand. Es gab Vermutungen, dass die Hand mit der Schere, die als Kastrationswerkzeug gedeutet werden könne, als Provokation empfunden worden war und in dieser Folge zerstört wurde und ihr Verschwinden einen fetischisierenden Hintergrund gehabt haben könnte.
Vor der Ausstellung im Wien Museum wurde die Hexe restauriert und fehlende Teile anhand älterer Fotografien rekonstruiert. Es existiert ein Gipsabguss des Originals, der vor der Restaurierung abgenommen wurde.

## Restitution
In Ries handschriftlichen, von zwei Zeugen unterzeichneten Testament vom 30. April 1941, deklariert sie: „Ich bin aus dem Judentum hervorgegangen. Daher bin ich auch eine Trägerin seines Geistes und seiner Begabungen. Deshalb soll alles, was ich durch Gottes Gnade geschaffen habe, dem jüdischen Volk gehören. In dieser Erkenntnis habe ich bereits meinen Willen bekundet und mittels einer Urkunde im Jahr 1921 meine sämtlich von mir geschaffenen Werke (...) dem Jüdischen Museum in Palästina vermacht.“ Dessen ungeachtet restituierte die Stadt Wien die Hexe zusammen mit weiteren Skulpturen der Künstlerin „an sich selbst“.

## Rezeption
Mit der Ausstellung der Die Hexe, Toilette machend zur Walpurgisnacht 1896 im Wiener Künstlerhaus wurde Teresa Feodorowna Ries schlagartig in Wien berühmt. Das lag mitunter auch daran, dass das von der Künstlerin gewählte Thema und die Art der Darstellung als einer jungen Frau nicht angemessen angesehen wurden. Dass Ries sich nicht scheute, mit ihrer Kunst Grenzen zu überschreiten, trug mit zu ihrem großen Erfolg bei. Für Aufmerksamkeit und zahlreiche Presseberichte sorgte auch, dass Kaiser Franz Josef Gefallen an der Skulptur fand und sich während der Ausstellung ausgiebig mit der Künstlerin unterhielt.
Pressestimmen, die im Anschluss an die Eröffnung folgten, waren Teresa F. Ries nicht nur wohl gesonnen, denn sowohl Thema als auch die Ausführung der Figur, insbesondere durch eine weibliche Künstlerin, sorgten für Aufsehen und stark erregte Gemüter. Harsche Kritiken der Journalisten urteilen, dass Ries eine „scheußliche Fratze“ aus „edlem Marmor“ (Kunstkritiker Emmerich Ranzoni, 1896) gefertigt habe und die Skulptur ein „Häßliches (sic!), ja Ekelhaftes [...] Grauengebilde“ sei. Andere Pressestimmen wünschen der jungen Künstlerin sogar, dass „der Teufel“ sie, wie ihre Hexe „auch holen“ solle. Auch diffamierende Kommentare im Bezug auf Ries Geschlecht und ihr Talent „von männlicher Qualität“ bleiben nicht aus.
Obgleich Ries vorgehalten wurde, sie habe lieber „üble Nachrede als gar keine“ gehabt, gab es auch positive Stimmen über die Skulptur der Hexe zu lesen: Sie sei „kräftig im Ausdruck und fein durchgebildet. Und der ‚Zug‘ im Ganzen: das ist aus einer Natur heraus!“. In vielen Beiträgen wird die Themenwahl mit Erstaunen als gewagt, aber humorvoll umgesetzt kommentiert.
Pressestimmen und Kommentare zur Hexe, die in größerem zeitlichen Abstand zur ersten Ausstellung erschienen, äußerten sich mehrheitlich positiv über die Skulptur. Der österreichische Literat Stefan Zweig drückt 1903 seine besondere Wertschätzung aus und zieht Parallelen zu den Skulpturen und Themen August Rodins. Bernhard Münz attestierte der Figur synästhetische Wirkung, als er davon berichtete, er imaginiere Musik, welche die Hexe wie Sturm und Wetter auf einem Ritt zum Blocksberg begleite – eine Referenz an die populäre Blocksbergszene, die Johann Wolfgang von Goethe weniger als 100 Jahre zuvor in seinem Faust beschrieb.
Im Jahr 2021 wurde die Ausstellung Un Paradiso Amaro / Bitter Paradise von der Kuratorin Valerie Habsburg ausgerichtet. In dieser Ausstellung setzen sich verschiedene zeitgenössische Künstlerinnen mit dem (Wieder-)Erinnern an das politisch herbeigeführte Vergessen der bildhauerischen Werke von Teresa Feodorowna Ries in „künstlerischer, spekulativer und kritisch kunstanalytischer“ Form auseinander. Im Zentrum stand die Rezeption und die Frage nach der Rekonstruktion der Ries'schen Hexe, die ebenfalls bei der Ausstellung zu sehen war.

## Kultur- und kunsthistorische Einordnung

### Hexen(-darstellungen) und Magieglaube bis zum 19. Jahrhundert
Die Epoche der europäischen Hexenverfolgung reicht vom späten 15. Jahrhundert mit dem Übergang vom Mittelalter zur Frühen Neuzeit bis zum Zeitalter der Aufklärung im 18. Jahrhundert. Ihr fielen größtenteils Frauen zum Opfer. Die meisten wurden beschuldigt, einen Pakt mit dem Teufel und seinen Dämonen geschlossen und sich von Gott abgewandt zu haben. In der Vorstellung der Menschen bestand der Teufelspakt darin, dass Frauen nachts auf Besen, Ofengabeln oder Dämonen zu einem Hexensabbat ritten, der eine Umkehrung der christlichen Messe und ihrer Symbole darstellte. An geheimen Orten buhlen die Hexen mit Teufeln, üben Schadenszauber aus oder führen geheime Rituale und Handlungen durch. Das Motiv der Verkehrung der Weltordnung ist für die (historische) Hexenverfolgung von zentraler Bedeutung.
Mit dem Ende der Hexenverfolgung und der Bewegung der Aufklärung bilden sich im 18. Jahrhundert zwei Linien des magischen Denkens heraus: Jene der „magisch-naturphilosophischen“ (z. B. Alchemie) und jene, die „Teufelsglaube[n], [die] Inquisition [und die] Hexenverfolgung“ umfasst.
Mit der Rationalisierung der Gesellschaft im 19. Jahrhundert ging der Glaube an Hexerei in der Bevölkerung allmählich zurück. Das eröffnete den Weg für eine Neuinterpretation des Hexenbildes, das von den Romantiker zu einem „integralen Bestandteil der mittelalterlichen Welt“ überhöht wurde.
In den Kinder- und Hausmärchen der  Brüder Grimm beispielsweise erscheint die Hexe als alte, böse und kinderfressende Frau, während in Jacob Grimms Deutscher Mythologie, die er als wissenschaftliches Werk verfasste, Hexen als Anhängerinnen eines alten heidnischen Glaubens imaginiert werden, die von der Inquisition verfolgt wurden. Diese von Jacob Grimm erdachte Hexenvorstellung gewann an Popularität und entwickelt sich bis zum heutigen Tage weiter. Sie gipfelte in der allmählichen Wiederaneignung der Hexenfigur seit der feministischen Frauenbewegung der 1960er Jahre.

### DieHexeals Skulptur des Symbolismus
Der Symbolismus ist als Gegenbewegung zu den populären Strömungen des 19. Jahrhunderts – Realismus, Naturalismus und Historismus sowie Wissenschaft, Technik und Sozialismus – zu verstehen. In der Kunst des Symbolismus werden Themen wie Okkultismus, das Unterbewusste und das Übersinnliche thematisiert und Inspiration aus Volksmärchen, Sagen und Mythen gezogen. Dabei bildete sich nur eine einheitliche thematische Ebene, aber keine gemeinsame Form- und Gestaltungssprache innerhalb der künstlerischen Bewegung heraus. Künstler und Künstlerinnen dieser Epoche drücken sich meist in Malerei und Grafik aus, doch ein populäres Beispiel für ein bildhauerisches Werk ist die Denker-Figur des französischen Künstlers Auguste Rodin.
Frauendarstellungen gehören zu den beliebtesten Motiven in der bildenden Kunst des 19. Jahrhunderts, auch in der Kunst des Symbolismus. Bekannt sind insbesondere Darstellungen der Frau als Femme Fragile oder Femme Fatale. Hexen werden im Allgemeinen als letzter eingestuft und als geheimnisvolle Frauentypen dargestellt.
Auch Ries' Hexe weist viele Merkmale auf, die der Kunstströmung des Symbolismus entsprechen: So stellt Ries hier keine spezifische Hexenfigur dar, sondern konstruiert einen Archetyp, der aufgrund seiner Attribute und der Atmosphäre erkennbar wird. Dabei bedient sie sich stereotypischer Merkmale, die sie aus Märchen, Sagen oder Mythen, genau wie aus kunsthistorischen Darstellungen bezieht.

### Vorbilder und Themen

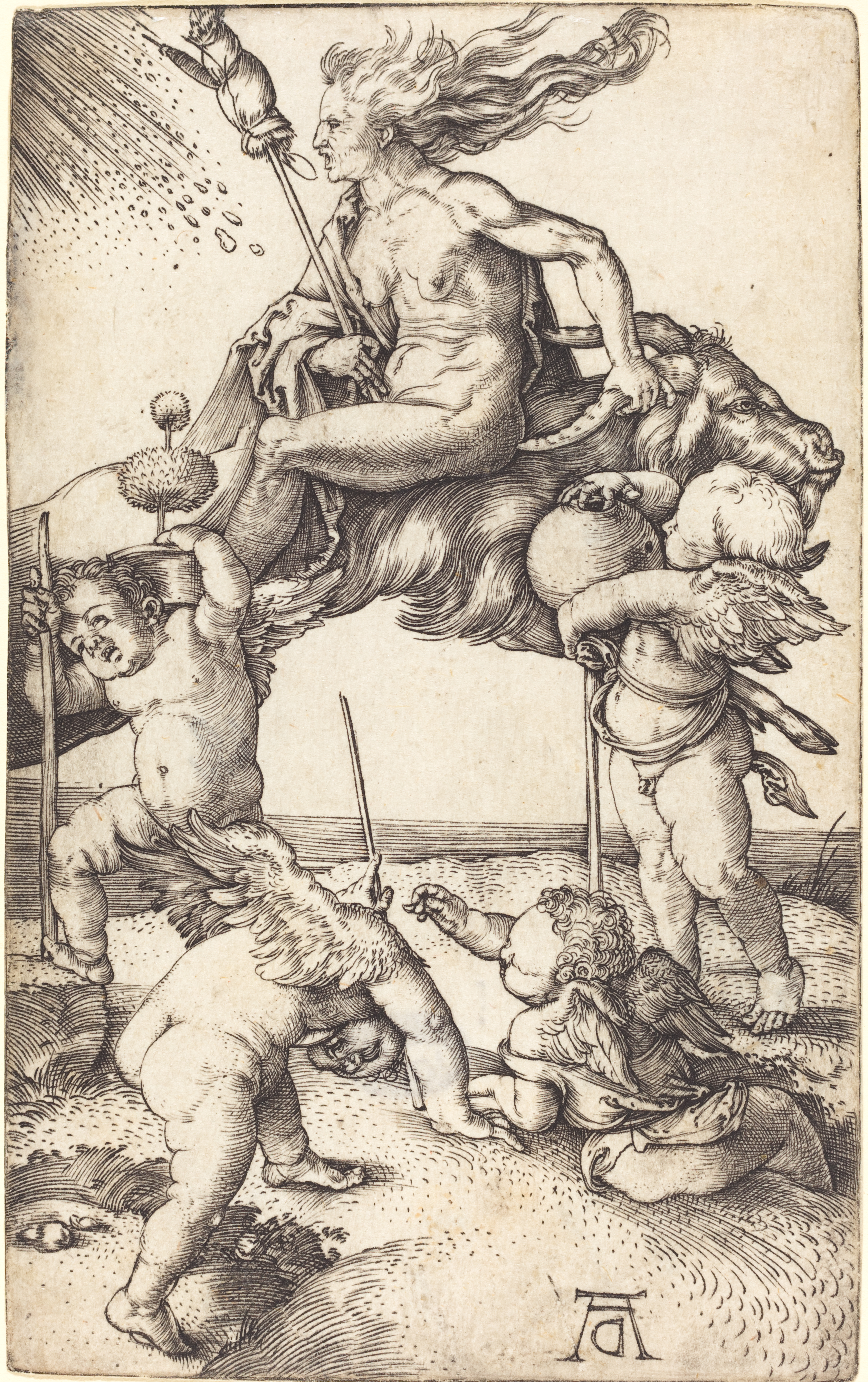
Albrecht Dürer, Die Hexe, ca. 1500

Für die Skulptur der Hexe, Toilette machend zur Walpurgisnacht, hat sich Ries wahrscheinlich an vielen verschiedenen Vorbildern und Themen orientiert.
Die Plastik lässt an die Hexendarstellungen Hans Baldung Griens und Albrecht Dürers denken, die das zentrale Erkennungsmerkmal der fliegenden Haare für Hexendarstellungen popularisiert haben. In ihren Gemälden sind Hexen Frauen, die mit Dämonen im Bunde stehen und gefürchtet werden müssen. Die Hexe der jungen Künstlerin hat durchaus eine furchteinflößende Aura, die auch durch die realistische und zugleich skurrile Erscheinung der Skulptur ihre Wirkung entfaltet.

Gleichzeitig kommen erotische und voyeuristische Komponenten der Darstellung von Hexen bereits Dürers und Griens zum Tragen. Oft werden Anspielungen auf antike Figuren gemacht, wie dem der Venus Pudica, die mit der eigenen Hand (erfolglos) die Scham vor den Blicken des Betrachters abschirmt. Dürers Vier Hexen (1497) zeigen dieses Motiv und auch bei Ries’ Hexe wird die Geste angedeutet – hier schirmt die Hand mit der Schere den Blick des Betrachters ab, verdeckt wird di Scham aber von ihrem langen Haar.

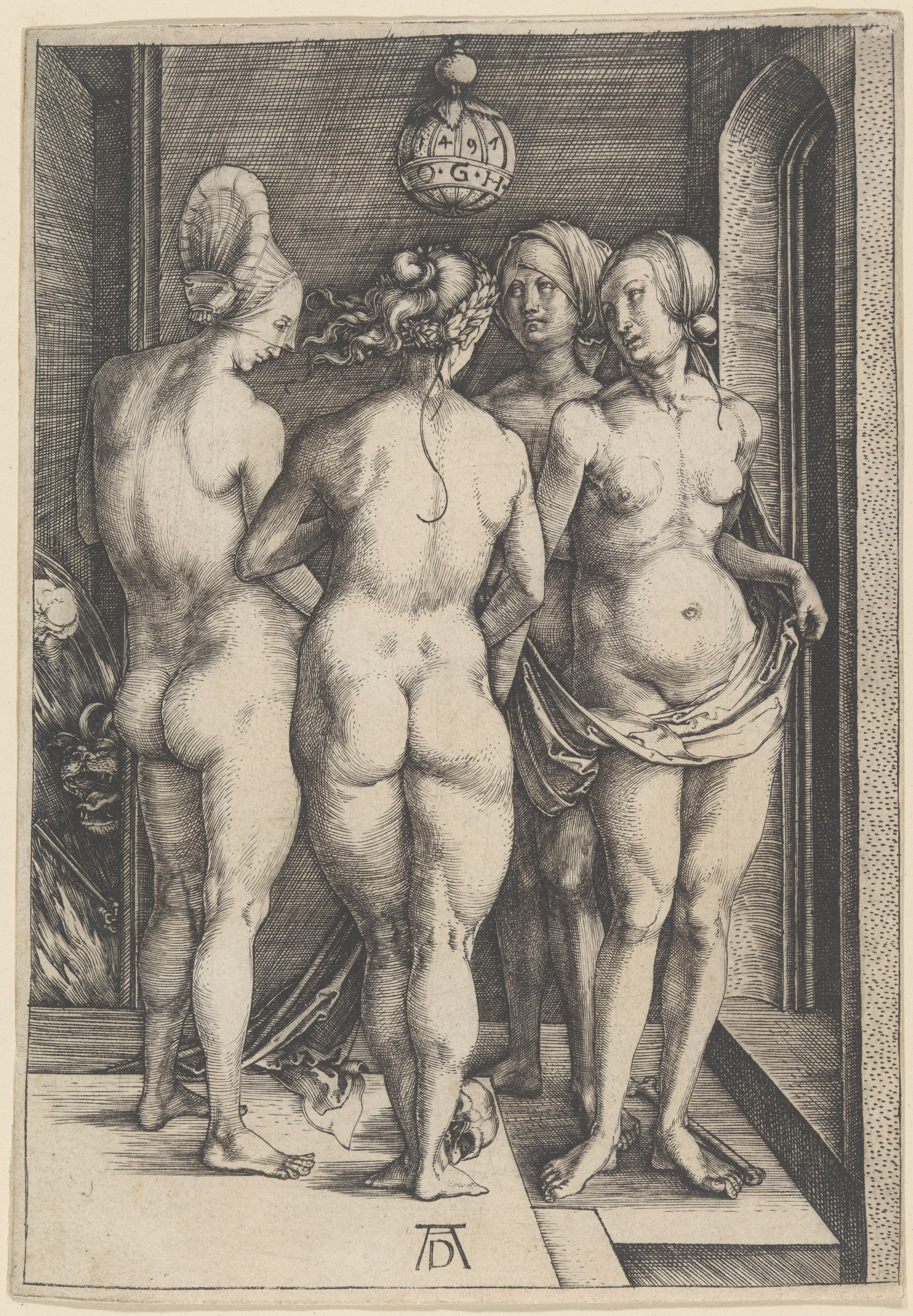
Albrecht Dürer, Vier Hexen, 1497

Das Thema des Frauenbades, das mit Voyeurismus assoziiert wird und sich in Ries’ Hexe, die Toilette für die Walpurgisnacht macht, wiederfindet, ist ein beliebtes Thema in der bildenden Kunst. Nicht selten zeigt es Frauen, die zum Typen der Femme Fatale gezählt werden. Weitere Beispiele für mystische Frauenwesen beim Bad, die Männern gefährlich werden und die sich im 19. Jahrhundert großer Beliebtheit erfreuten, sind die Melusine oder die Loreley. Interessant an Ries’ Skulptur ist auch, dass die Hexe weder überrascht noch beschämt über den Umstand zu sein scheint, vom Betrachter bei der Verrichtung ihrer Toilette beobachtet zu werden. Vielmehr hebt sie herausfordernd den Blick und grinst den Zuschauer feist an.

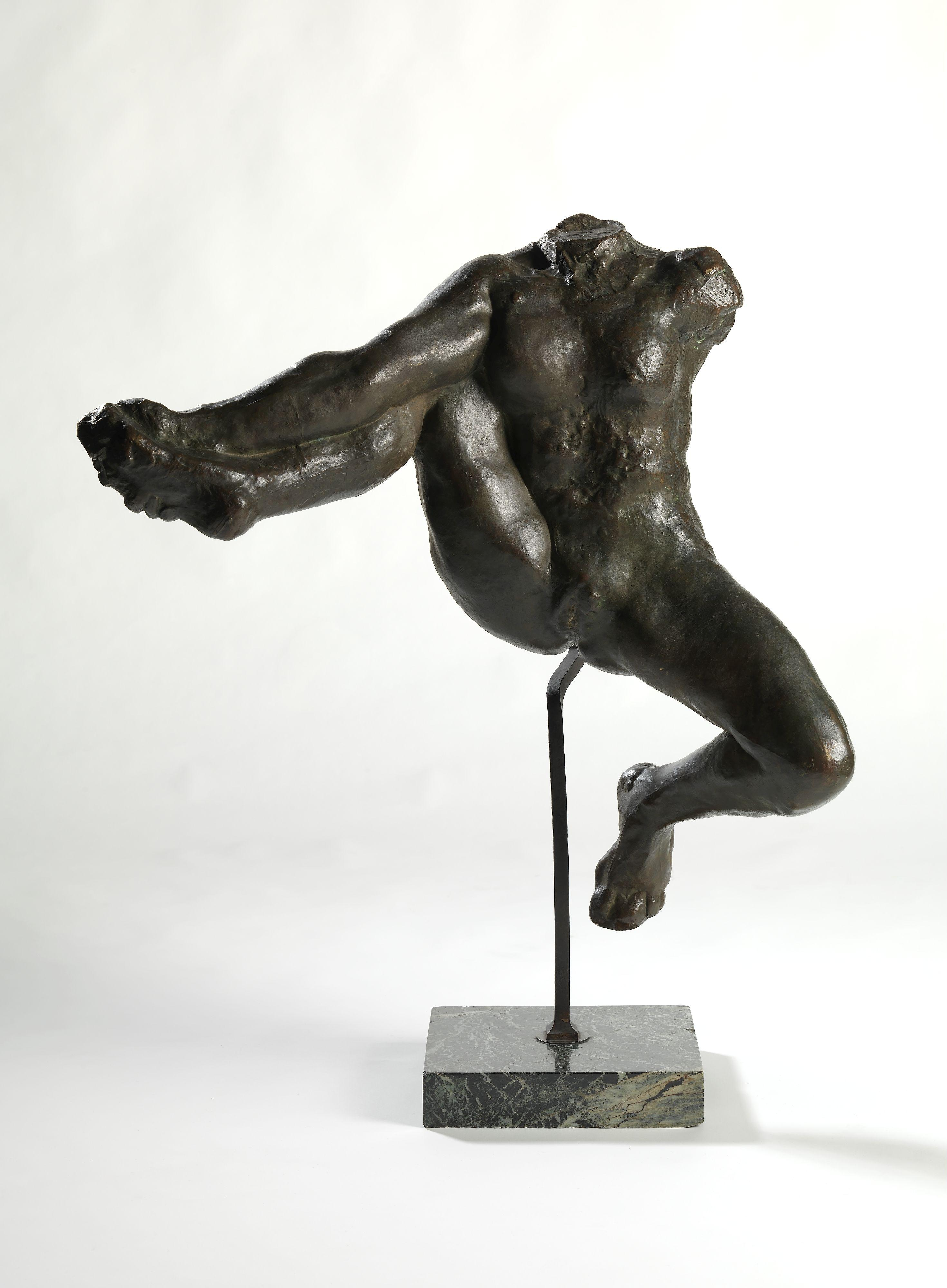
Auguste Rodin – Iris, Götterbotin, 1891/1895

Ries wird sich bei der gestalterischen Planung der Hexe nicht nur an historischen Darstellungen von Frauen, Hexen oder weiteren mystische Frauenwesen orientiert, sondern ebenso populäre Größen ihrer Zeit, wie Auguste Rodin, der die Gattung der Plastik am Ende des 19. Jahrhunderts revolutionierte, gekannt haben. Gerade die stilistische Art der Darstellung und jene, in der Ries’ Hexe bewusst von einigen durch Rodin eingeführten Stilkomponenten abweicht, legt eine Kenntnis und Bewunderung der Skulpturen des französischen Künstlers nahe. Es zeigt auch den Wunsch nach einer Abgrenzung zu den Werken Rodins und widerlegt die Vorwürfe, Ries habe den Stil des Künstlers kopiert.

## Ausstellungen und aktueller Standort
- 1896: Wiener Kunstschau, Wien
- 1906: Ries Jubiläumsausstellung in ihrem eigenen Atelier, Wien
- 1970–1990er Jahre: Aufstellung in einem öffentlichen Park in Wien
- 1998: Enthüllt – Ein Jahrhundert Akte österreichischer Künstlerinnen, Baden
- 2008: Störenfriede, Der Schrecken der Avantgarde von Machart bis Nietsch, Linz
- 2016: Die bessere Hälfte – Jüdische Künstlerinnen bis 1938, Jüdisches Museum Wien
- 2019: Stadt der Frauen. Künstlerinnen in Wien von 1900 bis 1938, Wien
- 2021: Un Paradiso Amaro / Bitter Paradise, Wien
- seit dem 6. Dezember 2023: Dauerausstellung des Wien Museum, IN: Schönheit am Abgrund. Wien um 1900, Wien